# ميك كلوف
ميك كلوف (بالإنجليزية: Mick Clough)‏ هو سياسي أسترالي، ولد في 22 أكتوبر 1927 في أستراليا، وتوفي في 12 أغسطس 2008 في برث في أستراليا. حزبياً، نشط في حزب العمال الأسترالي. وقد انتخب عضو الجمعية التشريعية نيو ساوث ويلز.